# كأس الجزائر 1962–63
كأس الجزائر 1962–63 هو موسم من كأس الجزائر. أشرف على تنظيمه الإتحاد الجزائري لكرة القدم، وكان عدد الأندية المشاركة فيه  289، وفاز فيه وفاق سطيف.